# Bieneninspektor
Ein Bieneninspektor ist in der Schweiz und in Liechtenstein eine Person, die vom Staat eingesetzt wird, um Bienen vor Tierseuchen zu schützen.

## Schweiz
Nach Artikel 5 des Tierseuchengesetzes der Schweiz ist ein Bieneninspektor eine amtliche Fachkraft zur Erhaltung der Bienengesundheit, insbesondere zum Schutz vor Tierseuchen. Bieneninspektoren werden vom Kanton für die Dauer von vier Jahren gewählt. Sie unterliegen einer Fortbildungspflicht. Aus dem Kreis der Bieneninspektoren eines Kantons wird ein kantonaler Bieneninspektor bestimmt. Bieneninspektoren sind dem kantonalen Veterinärdienst unterstellt.
Die Aufgaben des Bieneninspektors sind in der Tierseuchenverordnung geregelt. Er ist für die Kontrolle der Bienenvölker in seinem Amtsgebiet (Bieneninspektionskreis) zuständig und führt ein Verzeichnis der Standorte der Bienenvölker. Er hat als seuchenpolizeiliches Organ Zutritt zu allen Anstalten, Räumen, Einrichtungen, Fahrzeugen, Gegenständen und Tieren der Bienenhaltung. Jeder Imker ist verpflichtet, einen Verdacht einer meldepflichtigen Bienenkrankheit wie der Amerikanischen Faulbrut oder der Sauerbrut unverzüglich dem lokalen Bieneninspektor zu melden.
Im Falle des Auftretens einer Bienenseuche führt der Bieneninspektor die Untersuchung des Volkes durch, entnimmt gegebenenfalls Proben für weitere Untersuchungen und versucht, den Ursprung der Seuche aufzuklären. Auf Anweisung des Kantonstierarztes leitet er die entsprechenden Bekämpfungsmaßnahmen ein. Darüber hinaus führt er Kontrollen in den anderen Völkern seines Kreises durch.

## Liechtenstein
Das Fürstentum Liechtenstein bildet einen Bieneninspektionskreis. Der Bieneninspektor und sein Stellvertreter für diesen Bieneninspektionskreis werden von der Fürstlichen Regierung ernannt. Sie sind Teil der Organisation der Seuchenpolizei in Liechtenstein.

### Aufgaben
- Der Bieneninspektor vollzieht unter Leitung des Amtes für Lebensmittelkontrolle und Veterinärwesen die Vorschriften zur Bekämpfung der Bienenseuchen.[4][5] Eine „Bienensperre“ wird vom liechtensteinischen Amt für Lebensmittelkontrolle und Veterinärwesen auf Antrag des Bieneninspektors bei Seuchen verhängt.[6]
- Der Bieneninspektor stellt auch den kostenpflichtigen Verkehrsschein aus, welcher die Ortsveränderung von Bienen (Völker, Schwärme, Begattungsvölkchen und Königinnen) erlaubt.[7]
- Jede verdächtige Erscheinung und der Ausbruch einer Seuche bei Bienen sind dem Bieneninspektor zu melden.[8]
- Anordnungen der Reinigung und Desinfektion erfolgen durch den Bieneninspektor unter dessen Aufsicht.[9]